# 入谷豊州
入谷 豊州（いりたに とよくに、1903年6月23日 - 1984年12月4日）は、日本の実業家。香川県木田郡奥鹿村（現・三木町）出身。

## 略歴

### 生い立ち
香川県鹿庭町の農家で6人兄弟の長男として生まれる。幼名は豊。祖父は材木商や高松市内の風呂屋などを経営していたが、後に経営に失敗し奥鹿村を離れた。
高等小学校卒業後農家を継ぐことに反対し下関の叔母を頼るも父親に説得されて帰郷し、木戸郡池戸（現・三木町池戸）の養蚕伝習所で2年間の研修を受ける。その後18歳から養蚕の巡回指導員となりその傍ら青年団長も務めたが、ある担当農家の蚕が病気で全滅したことに負い目を感じ辞職し岡山県へ移る。
1923年（大正12年）に中国高等経理学校教員養成科に入学し経理を学び卒業後1925年（大正14年）に経理事務所を経て、畳表会社へ就職し経理学校で学んだ複式簿記を取り入れるも煩雑で不便なものとなり、その後再度香川県に戻り愛国貯蓄銀行高松支店に転職したが飲み歩きが重なり借金を抱えて生活苦に陥る中で、神戸市の加藤海運から経理主任の誘いがあり好待遇や国際都市での生活に惹かれ海運業への転職を決意する。
1926年に加藤海運に入社し会計面で簡易な複式簿記を取り入れたことをきっかけに出世し、また神戸-高松間のみにとどまらない事業拡大を進言し、1932年には尾道支店の支店長に就任。その後肥料問屋からの信頼を得て業績を高め広島支店も開設し支店長となり、12年間の在籍で集荷や配船に関する知識を身につけた。この間1929年（昭和4年）には易者の勧めで豊から「豊州」に改名した。

### 海運実業家時代
1937年3月に加藤海運からのれん分けする形で独立し合資会社として「加藤海運商会」を設立。加藤海運の商圏外かつ中国大陸方面への事業拡大を見越し下関に拠点を置き、当初は自社船を持たず配船手数料で収益を上げ、1939年（昭和14年）に自社初の木造船を建造しまもなく時化で沈没したものの事業を継続、同年には関門地区機帆船組合の理事に就任、1942年に統制会社に吸収合併される直前には関門海峡周辺の回船業者では3位の規模を持つに至った。その後戦時統制により加藤海運紹介を含む関門地区各社の海運会社の統合により1942年12月に設立された「関門機帆船運送」にて筆頭の常務となるが暁機帆船輸送団に出向し副団長として朝鮮・満州との穀類等の輸送にあたって佐官待遇となり1944年には6142部隊（船舶工兵第1野戦補充隊）にて木船工作隊長を兼任するも、造船所建設の為に赴いていた山口県須佐にて終戦を迎える。
太平洋戦争終戦後は造船所建設機材の処理等残務整理に1年を費やした後関門機帆船運送の後身となる下関船主組合・下関機帆船輸送組合の理事長に就任、1947年にはセメント輸送販売を行う「三聯商会」を設立し経営多角化を開始、1948年には「関光海運」（現・関光汽船）を設立。また150トンの徴用機帆船2隻の払い下げを受け北九州の石炭などの運送を行い、1953年には日本甜菜製糖と日華油脂向けの輸送を主として、初の鋼船「糖油丸」を建造し阪神地区との定期輸送を開始。さらに1958年の北海道航路開設や大型船の建造と合わせて、一般貨物船事業を中心として経営を安定化させた。
1960年代前半から阪神-北九州間でのカーフェリーによる輸送効率化を着想、1965年に「阪九フェリー」を設立し1968年に神戸港-小倉港間で日本初の長距離フェリー航路を開設。その後も関釜フェリー、新日本海フェリー、東九フェリーを設立してフェリー事業を拡大、日本最大のフェリー事業グループ「SHKグループ」を形成した。
1966年に紺綬褒章、1970年に藍綬褒章、1977年には勲四等旭日章を授章。晩年も月曜から土曜まで週6日間出社していた。1984年12月4日に大阪市の北野病院にて肝不全により死去。12月5日に西宮市で密葬ののち、22日に下関港に停泊させたSHKグループの客船「ゆうとぴあ」でグループの合同社葬を行った。